# Fjälljägare
Fjälljägare är en soldat i jägarförband som opererar i fjällterräng.
Fjälljägare är jägarsoldater och kan inkludera gränsjägare, fältjägare, lapplandsjägare och norrlandsjägare. Det har officiellt aldrig[källa behövs] funnits ett jägarförband kallat fjälljägare med ett av Försvarsmakten sanktionerat utbildningsmärke. Det har dock funnits inofficiella benämningar på förband som tränats till viss del i fjällterräng och kallat sig själva fjälljägare.
Det äldsta jägarförbandet i Sverige utbildades på Lapplands jägarregemente (I 22) i Kiruna, tidigare även kallad Jägarskolan (JS). Lapplands jägarregemente, vilket avvecklades och upplöstes sommaren 2000, är de som närmast kan nämnas som tidigare stridande jägarförband i arktisk fjällterräng.
Fältjägare var ursprungligen fyra fältjägarregementen/kårer. Fältjägaren var en hybrid mellan jägarsoldat och infanterist. I Östersund låg det sista av Fältjägarregementena. Kårjägare är en annan benämning på jägarsoldater utbildade på Jämtlands fältjägarregemente (I 5). 
Numera finns inga självständiga jägarförband i armén utan jägarsoldater utbildas vid Arvidsjaur och organiseras under Norrbottens regemente (I 19) i Boden. Deras benämning är Arméns jägarbataljon. Fallskärmsjägare och fjärrspaningssoldater utbildas vid Livregementets husarer (K 3). Lapplandsjägarbataljonen inom Hemvärnet existerar fortfarande och ansvarar för bevarandet av kompetens och traditioner från Lapplands jägarregemente och strid i arktiska klimat.